# Rixon le-Tsiyyon
Rixon le-Tsiyyon o Rishon leTsiyyon (en hebreu: רִאשׁוֹן לְצִיּוֹן) és la quarta ciutat d'Israel. Va ser fundada el 1882.

## Història
La ciutat la fundaren, el 31 de juliol del 1882, 10 membres del grup sionista Hovevé Tsiyyon (els amants de Sió) oriünds de Khàrkiv, a l'actual Ucraïna. Compraren 3,4 km² de terres al sud-est de l'actual Tel-Aviv, a prop del poble àrab d'Eyun Kara. Es tracta, amb Pétah Tiqvà, de la primera implantació sionista a Palestina. Els seus fundadors formaven part de la primera aliyyà. Els nouvinguts es trobaren amb nombroses dificultats: terres arenoses, escassetat d'aigua i falta d'experiència en l'agricultura. Així que visqueren en la pobresa. La implantació començà a desenvolupar-se després d'haver cavat el Gran Pou i amb l'arribada d'una nova onada d'immigrants, els Biluïm, membres d'un altre grup sionista, el Bilu. Però és sobretot gràcies al baró Edmond de Rothschild que es va desenvolupar, mitjançant l'agricultura: cultiu de la llimona i, a partir del 1886, viticultura. En la vessant cultural, Rixon le-Tsiyyon també fou pionera, puix que s'hi fundà la primera escola hebraica el 1886, i la primera llar d'infants hebraica el 1899. El 1890, la comunitat tenia 359 habitants. El 1900, la població era de 526 habitants.

El nom de la ciutat, Rixon le-Tsiyyon, que es pot traduir "El primer cap a Sió", prové d'un versicle de la Bíblia: 
| «                                                      | ראשון לציון הנה הינם, ולירושלים מבשר אתן - Primer que ningú, jo dic a Sió: "Ja són aquí." Jo envio a Jerusalem el qui porta bones noves. | » |
| — (Isaïes, 41,27. Traducció: Bíblia interconfessional) | |   |

## Agermanaments
- Brașov (Romania)
- Heerenveen (Països Baixos)
- Lublin (Polònia)
- Münster (Alemanya)
- Nimes (França)
- Teramo (Itàlia)
- Tianjin (República Popular de la Xina)
- Comtat de Prince George, Maryland (Estats Units)
- Comtat d'Essex (Nova Jersey)  (Estats Units)